# Махамат Али Адум
Махамат Али Адум (англ. Mahamat Ali Adoum; род. 14 ноября 1947, Французская Экваториальная Африка) — чадский политический и государственный деятель, дипломат, Министр иностранных дел Чада (1992—1993).

## Биография
Образование получил в Университете Мариан Нгуаби в городе Браззавиль, степень бакалавра политических наук в Университете Лаваля в Квебеке, а также степень магистра Школы передовых международных исследований Университета Джонса Гопкинса в Балтиморе, штат Мэриленд.
С 1983 по 1992 год был послом Чада в США, Канаде и Аргентине. В мае 1992 года был назначен министром иностранных дел Чада, занимал должность до июля 1993 года. В это время был со-агентом, представлявшим правительство Чада в Международном суде ООН в 1993 году по территориальному спору его страны с Ливией. С апреля 1994 года Адум работал во Всемирном банке на должности старшего советника исполнительного директора по африканским франкоязычным странам (до 2003 года). Позже был назначен постоянным представителем Чада при ООН, на этом посту он служил до 2013 года.
Также представлял Чад в Бельгии, Нидерландах, Люксембурге, Великобритании и Европейском экономическом сообществе.
В мае 2014 года был назначен послом в Канаде.